# Birchgrove Park
Birchgrove Park är en park i Australien. Den ligger i delstaten New South Wales, i den sydöstra delen av landet, nära delstatshuvudstaden Sydney.
Trakten är tätbefolkad. Närmaste större samhälle är Sydney, nära Birchgrove Park. 
Runt Birchgrove Park är det i huvudsak tätbebyggt. Genomsnittlig årsnederbörd är 1 380 millimeter. Den regnigaste månaden är februari, med i genomsnitt 200 mm nederbörd, och den torraste är juli, med 36 mm nederbörd.